# Afroneura aberrans
Afroneura aberrans är en kackerlacksart som beskrevs av Karlis Princis 1963. Afroneura aberrans ingår i släktet Afroneura och familjen småkackerlackor. Inga underarter finns listade i Catalogue of Life.